# Liksäck

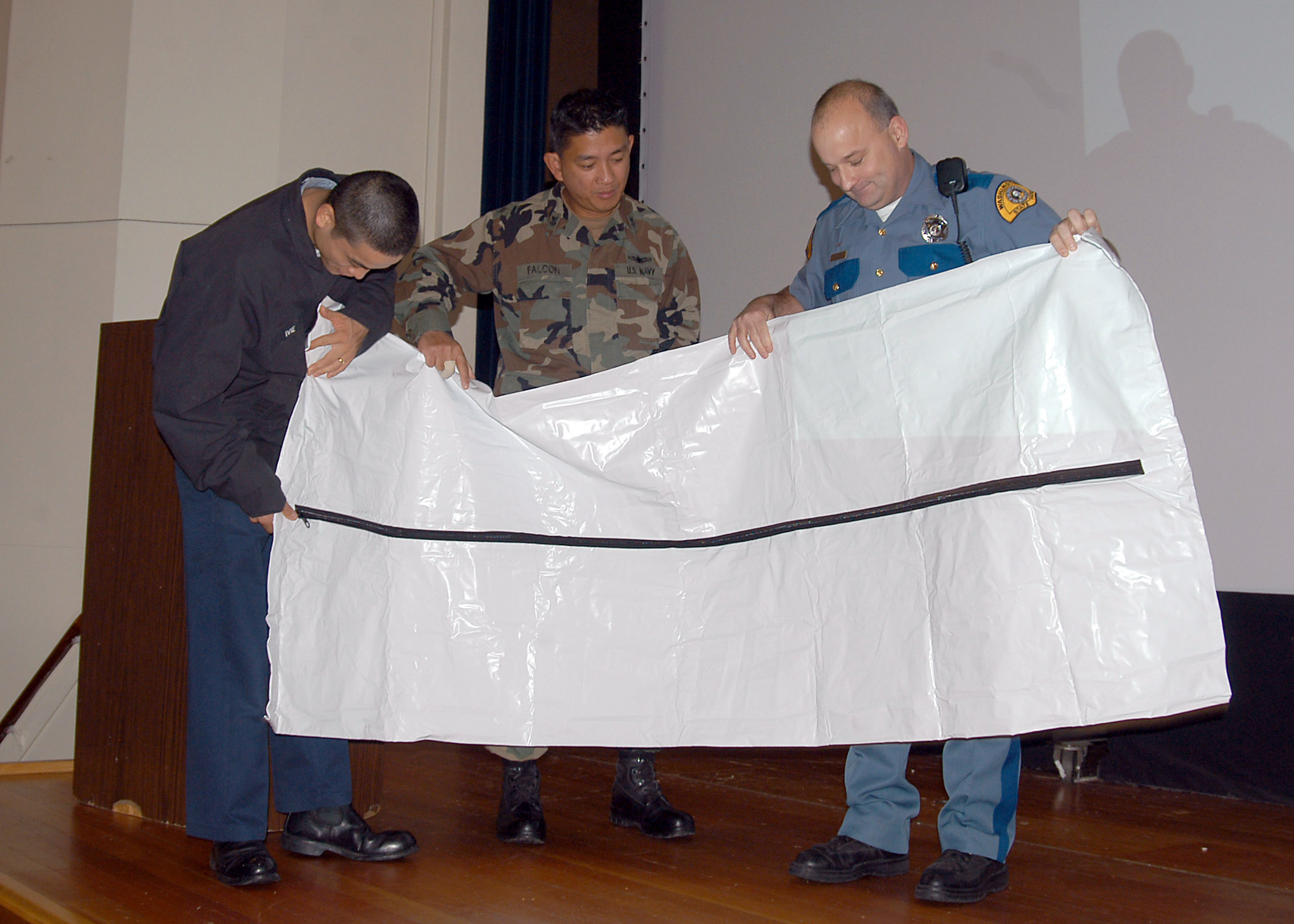
En liksäck.

En liksäck, även bisättningssäck, är ett mjukt, icke-poröst, avlångt fodral avsett att innesluta lik vid förvaring och transport. Även på bårhus kan liksäckar användas för förvaringen av lik. Innan den ändamålsenliga liksäcken fanns tillgänglig användes ofta madrassöverdrag av bomull. Detta var vanligt förekommande på slagfälten under andra världskriget. I början var liksäckarna tillverkade i gummi. Numera tillverkas liksäckar vanligtvis i plast (polyeten eller vinylplast), eftersom de bättre förhindrar läckage av kroppsvätskor som frigörs under nedbrytningsprocessen.